# Xã Mountain, Quận Pike, Arkansas
Xã Mountain (tiếng Anh: Mountain Township) là một xã thuộc quận Pike, tiểu bang Arkansas, Hoa Kỳ. Năm 2010, dân số của xã này là 249 người.